# Casilda
Casilda est une ville de la province de Santa Fe, en Argentine, et le chef-lieu du département de Caseros de ladite province.
Elle se trouve au sud de la province, à 56 km de Rosario et à 208 km de Santa Fe.

## Personnalités liées à Casilda
- Horacio Pagani,  ingénieur et entrepreneur
- Agustín Magaldi, musicien, compositeur et chanteur de tango
- Federico Grabich, nageur
- Marcelo Trobbiani, footballeur
- Emanuel Villa, footballeur
- Jorge Sampaoli, entraîneur de football
- Franco Armani, footballeur